# Tetjana Rytschkowa

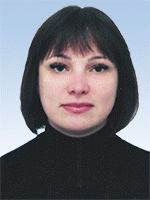
Tetjana Rytschkowa (2014)

Tetjana Boryssiwna Rytschkowa (ukrainisch Тетяна Борисівна Ричкова; * 7. Oktober 1978 in Dnipropetrowsk) ist eine ukrainische Militärangehörige und Politikerin.

## Biografie
Im Jahr 2000 schloss sie ihr Studium mit dem Hauptfach Unternehmensökonomie und Finanzen an der Nationalen Metallurgischen Akademie der Ukraine ab. Sie war unternehmerisch tätig und seit 2013 Inhaberin einer Bäckerei. Zu Beginn des Kriegs im Donbas engagierte sie sich in der logistischen Unterstützung der Ukrainischen Streitkräfte. In Dnipro verkaufte sie eine Datsche und eine Bäckerei und zog Geld aus ihren Einlagen ab, um Vorräte für die 25. Separate Luftlandebrigade zu kaufen. Sie gründete in Dnipro eine Zweigstelle der Freiwilligenorganisation Kryla Feniksa (Phoenixflügel), die die ukrainische Armee finanziell unterstützt und Spenden sammelt. Später war sie an Spendensammlungen für die Luftstreitkräfte beteiligt.
Im Krieg war sie an Schlachten bei Slowjansk, Kramatorsk, Jampil, Wuhlehirsk, Pisky, Awdijiwka und dem Kampf um Debalzewe beteiligt. Ihr letztes Auto, mit dem sie Verwundete evakuierte, wurde durch eine Mine in der Nähe des Flughafens Donezk gesprengt. Ihr Ehemann Wadym wurde am 17. August 2014 während Kämpfen bei Nyschnja Krynka und Schdaniwka durch BM-21-Beschuss getötet. Nach der Beerdigung kümmerte sie sich weiterhin um die Versorgung des Militärpersonals und wurde eine aktive Kritikerin der aktuellen Lage in den Streitkräften.
Ab November 2014 arbeitete Rytschkowa im Verteidigungsministerium. Sie leitete ein neues Staatsunternehmen, das sich mit der materiellen Unterstützung von Spezialeinheiten und Luftlandetruppen beschäftigte. Am 26. Januar 2015 unterzeichnete sie einen Vertrag mit dem Militär und trat den Streitkräften der Ukraine bei. Sie wurde zur Assistentin des Verteidigungsministers für Reformen ernannt. Ab Frühjahr desselben Jahres wurde sie Assistentin des Generalstabschefs. Seit März 2015 war sie mit Fragen der Disziplin der und psychologischen Betreuung in der Armee betraut. Sie beteiligte sich an der Entwicklung eines Programms zur psychologischen Unterstützung von Militärpersonal und der Einrichtung von Zentren zur Unterstützung von Militärangehörigen in regionalen Staatsverwaltungen. Im Mai 2015 wurde sie in die staatliche Auszeichnungs- und Heraldikkommission und im November in das Organisationskomitee für die Vorbereitung und Durchführung von Veranstaltungen zur Schaffung eines Denkmals für ukrainische Helden aufgenommen.
Im Juli 2016 kandidierte Rytschkowa als parteilose Kandidatin aus dem Einzelwahlkreis Nr. 27 in Dnipro bei den Nachwahlen der Abgeordneten der Werchowna Rada. Sie belegte mit 44,57 % der Wahlstimmen den ersten Platz und wurde am 1. August 2016 als Abgeordnete registriert. Sie trat der Partei Europäische Solidarität bei und war Mitglied des Ausschusses der Werchowna Rada für die Prävention und Bekämpfung von Korruption. Am 25. Dezember 2018 wurde sie auf die russische Sanktionsliste „im Zusammenhang mit dem unfreundlichen Vorgehen der Ukraine gegenüber russischen Bürgern und juristischen Personen“ aufgenommen. Ihre parlamentarischen Befugnisse endeten am 29. August 2019.

## Auszeichnungen
- Orden der Fürstin Olga 3. Klasse (2014)[4]
- Bohdan-Chmelnyzkyj-Orden 3. Klasse (2014)[5]